# Apagón de Chile de 2011
El apagón de Chile de 2011 fue un corte del suministro de energía eléctrica generalizado que se produjo el día 24 de septiembre de 2011, entre las 20:30 y las 21:45, aproximadamente, aunque la cantidad de tiempo varió en las diferentes zonas del país a medida que se fue reponiendo el servicio. Se extendió territorialmente entre la Región de Coquimbo y la Región del Maule, donde el corte de energía fue completo, y afectó algunas localidades de las regiones de Atacama y Biobío. Se estima que afectó a cerca de 9,8 millones de chilenos.

## Causa
El ministro de Energía Rodrigo Álvarez Zenteno informó que el origen del apagón estuvo en una falla de un transformador de 500/220 kV en la subestación eléctrica Ancoa de la provincia de Linares, lo que a su vez produjo la caída en las líneas de transmisión que tienen mayor capacidad para transportar la energía del Sistema Interconectado Central.

## Consecuencias

### Industria
El apagón afectó las operaciones en varias minas de cobre, del cual Chile es el mayor productor del mundo. La mina Los Bronces, operada por Anglo American, detuvo temporalmente la producción y, posteriormente, con el poder de los generadores, se reanuda a un tercio de la capacidad. La Corporación Nacional del Cobre (Codelco), empresa minera estatal de cobre, informó que en su división El Teniente, la mina había perdido el poder, pero las operaciones continuaron mediante el uso de generadores hasta que la energía fue restaurada.

### Eventos masivos
El concierto del cantante puertorriqueño Ricky Martin, a realizarse en el Movistar Arena a las 21:00, aunque comenzó con cinco minutos de retraso se desarrolló sin problemas.